# Francesco Saverio Mercaldi
Francesco Saverio Mercaldi (Gagliano del Capo, 16 novembre 1844 – Gagliano del Capo, 19 giugno 1923) è stato un pittore, poeta e scrittore italiano. Figlio di Alessandro Mercaldi e di Domenica Sergi, di agiata famiglia. 
Frequentò l'Accademia di Belle Arti di Roma.
Tra le sue tele si ricordano il San Francesco da Paola datato 1898, che si trova nella basilica santuario di Santa Maria de Finibus Terrae di Santa Maria di Leuca insieme al Trittico della Confessione, una Santa Filomena e una Vergine con Bambino datati 1870 conservate nella Cappella dell'Immacolata a Gagliano del Capo, il quadro della Madonna dei Fiori conservato nella chiesa parrocchiale di Gagliano del Capo, i quadri dell'Immacolata e di Santa Lucia, di più piccole dimensioni, conservati nella chiesa parrocchiale di San Dana (frazione di Gagliano del Capo). Nella Chiesa di San Carlo di Acquarica del Capo si conserva la sua tela della Madonna col Bambino ed Anime Purganti (1881).